# Orto-fenilfenol
El orto-fenilfenol (denominado en la literatura como OPP) es un o-fenilfenato. Se emplea en la industria alimentaria como fungicida de amplio espectro y posee además funciones de antiséptico de carácter preventivo en la industria de recolección de la fruta (generalmente cítricos). Impide la aparición de podredumbres de origen fúngico durante el almacenamiento de alimentos. Su código es E 231. suele actuar en coordinación con el orto fenilfenol sódico (E 232).

## Propiedades
Se trata de un polvo blanco soluble en agua que posee una gran capacidad de degradación. Por regla general dura menos de una semana en una disolución acuosa.

## Usos
Suele ser habitual el empleo en la industria alimentaria como aditivo conservante debido a sus propiedades fungicidas y desinfectantes. Evita que ciertos alimentos desarrollen mohos en las fases de almacenamiento: fungicida postcosecha. Suele ser habitual que se emplee en estos menesteres la sal sódica denominada ortofenilfenato sódico con la que se expresa la riqueza en ortofenilfenol. Se suele emplear diluido en agua en pulverizaciones con bomba, o también como cera (nebulización en caliente) que se aplica a la corteza de las frutas cítricas: limones, naranjas, mandarinas y pomelos.
Se emplea en hospitales veterinarios como desinfectante superficial de material quirúrgico. En la composición de algunos productos desinfectantes de hogar en forma de aerosoles suele encontrarse como ingrediente en muy bajas concentraciones.

## Salud
Se considera un compuesto de baja toxicidad. Desde 1962 se ha venido estudiando su toxicidad. Es un compuesto que se ha aceptado en las normativas europeas, reduciendo su empleo a cítricos. En 2009 se amplió el espectro de uso a frutas como las peras y manzanas. Se ha de manipular con cuidado ya que produce irritación en los ojos. En algunos casos se ha encontrado irritación en la piel.